# Rineda cornuta
Rineda cornuta är en insektsart som beskrevs av Rauno E. Linnavuori och Delong 1978. Rineda cornuta ingår i släktet Rineda och familjen dvärgstritar. Inga underarter finns listade i Catalogue of Life.